# Juliusz Lewartowski
Juliusz Lewartowski (ur. 16 czerwca 1927 w Dziemięrzycach, zm. 5 października 2024) – polski strzelec, medalista mistrzostw Europy.
Syn Andrzeja Lewartowskiego, ostatniego właściciela dworku w Dziemięrzycach, oraz Lidii z Doskowskich. Jego żona Maria z Nieniewskich była wnuczką lekarza Ludomiła Korczyńskiego.
Strzelectwo uprawiał od dzieciństwa. Po II wojnie światowej był zawodnikiem WKS „Wawel” Kraków (w jego barwach był mistrzem Polski w strzelaniu z broni śrutowej w 1958 roku), po nim zaś reprezentował barwy klubu ZKS Warszawa. Jego największym międzynarodowym osiągnięciem był srebrny medal w trapie drużynowym na mistrzostwach Europy w 1964 roku w Bolonii (wraz z Adamem Smelczyńskim, Zygmuntem Kiszkurno i Mirosławem Petelickim). Zdobył 179 punktów, co było przedostatnim wynikiem w polskiej drużynie.